# Герхард II фон Шпигел
Герхард II фон Шпигел (на немски: Gerhard II von Spiegel, Ritter; * 1255/1265; † сл. 1322) е рицар от фамилията фон Шпигел, спомената за пръв път в документи през 1224 г. с резиденция замък „Бург Дезенберг“ близо до Варбург, Вестфалия.
Той е най-големият син на Херман II фон Шпигел († сл. 1305) и съпругата му Годеста фон Елферфелд († сл. 1287), дъщеря на Конрад I фон Елферфелд († сл. 1307) и фон Виндек.

## Фамилия
Герхард II фон Шпигел се жени за Агнес фон Шоненберг († сл. 1316), дъщеря на Конрад III фон Шоненберг († сл. 1325) и Аделхайд фон Ридт? († сл. 1311). Те имат 9 деца:
- Екберт III фон Шпигел († ок. 1369), женен за Амабилия; имат два сина и две дъщери
- Агнес фон Шпигел († сл. 1326), омъжена за Вернер фон Бракел († сл. 1326)
- Фридрих фон Шпигел († пр. 1326)
- Хайнрих фон Шпигел († пр. 1326)
- Конрад I фон Шпигел († сл. 1342), рицар, женен I. за Гертруд фон Далвиг, II. пр. 1316 г. за Луция фон Нихузен, III. за фон Майзенбуг; има общо три сина и една дъщеря
- София фон Шпигел
- Годеста фон Шпигел, омъжена за Арнд фон Портенхаген
- дете фон Шпигел
- Лудолф фон Шпигел-Дезенберг († сл. 1351), женен за Юта фон Швайнсберг; родители на една дъщеря и три сина, между тях:
  - Хайнрих фон Шпигел-Дезенберг († 21 март 1380), княжески епископ на Падерборн (1361 – 1380)